# غلامرضا باغ‌آبادی
غلامرضا باغ‌آبادی (زادهٔ ۲۶ مهٔ ۱۹۵۸) یک بازیکن فوتبال سابق اهل ایران است.
باغ آبادی بیشتر از پانزده سال بازیکن تیم فوتبال ماشین‌سازی تبریز بوده. او پیش از این سرمربی تیم‌های فوتبال باشگاه فوتبال ماشین‌سازی تبریز و پیستون سازی تبریز بوده و در رقابتهای لیگ برتر خلیج فارس در کادرفنی تیمهای فوتبال باشگاه فوتبال فولاد خوزستان و سایپا و تراکتورسازی در جایگاه کمک مربی کار کرده و اکنون وی بعنوان کمک مربی تیم ملی امید ایران برگزیده شده
وی همچنین در تیم ملی فوتبال ایران بازی کرده‌است.